# Napajedla
Napajedla är en stad i Tjeckien.   Den ligger i distriktet Okres Zlín och regionen Zlín, i den östra delen av landet, 250 km öster om huvudstaden Prag. Napajedla ligger 185 meter över havet och antalet invånare är 7 662.
Terrängen runt Napajedla är huvudsakligen platt, men västerut är den kuperad. Napajedla ligger nere i en dal som går i nord-sydlig riktning. Runt Napajedla är det ganska tätbefolkat, med 104 invånare per kvadratkilometer. Närmaste större samhälle är Uherské Hradiště, 11,9 km söder om Napajedla. Trakten runt Napajedla består till största delen av jordbruksmark.